# Bluovek
Bluovek är en sjö i Arjeplogs kommun i Lappland och ingår i Umeälvens huvudavrinningsområde.